# Estação London Bridge
A Estação London Bridge ou Estação da London Bridge é uma estação da National Rail e estação do Metrô de Londres, localizada no Borough londrino de Southwark, que ocupa uma área grande em dois níveis imediatamente a sudeste da Ponte de Londres, 1,6 milhas (2,6 km) a leste de Charing Cross. É uma das mais antigas estações ferroviárias em todo o mundo e é o quarto terminal ferroviário mais movimentado de Londres.

## Serviços
A configuração da plataforma da estação é:
- As plataformas 1, 2 e 3 servem trens de/para Cannon Street e sudeste de Londres e Kent.
- As plataformas 4 e 5 atendem aos trens do Thameslink entre a linha principal de Brighton e o trecho central do Thameslink via Blackfriars.
- As plataformas 6–9 servem trens de/para Charing Cross para o sudeste de Londres, Kent e East Sussex.
- As plataformas 10–15 atendem principalmente serviços Southern em direção ao sul de Londres e à costa sul.